# آدم فيرارا
آدم فيرارا (بالإنجليزية: Adam Ferrara)‏ مواليد 2 فبراير 1966 في كوينز، نيويورك، الولايات المتحدة، هو ممثل أمريكي.

## الأعمال
- ذا كينغ أوف كوينز (2004)
- بالتأكيد - ربما (2008) (بدور: غاريث)
- بول بلارت: شرطي المجمع التجاري (2009)
- بيتي القبيحة (2009) (بدور: سامي)
- توب غير (2010)
- عقول إجرامية (2017)

## وصلات خارجية
- آدم فيرارا على موقع IMDb (الإنجليزية)
- آدم فيرارا على موقع ديسكوغز (الإنجليزية)
- آدم فيرارا على موقع قاعدة بيانات الفيلم (الإنجليزية)
- الموقع الرسمي